# Шалаєви (Орічівський район)
Шала́єви (рос. Шалаевы) — присілок у складі Орічівського району Кіровської області, Росія. Входить до складу Гарського сільського поселення.
Населення становить 2 особи (2010, 5 у 2002).
Національний склад станом на 2002 рік — росіяни 80 %.